# Леббаде
Лаббада (азерб. Ləbbadə) — азербайджанская национальная женская одежда.
Лаббада — это женская короткая верхняя плечевая одежда. Её шили на стеганой подкладке из тирьмы, велюр и различных блестящих шелковых парчевых тканей и бархата. Воротник, рукава и подолы обшивались изысканной тесьмой.
Воротник был открытый, в поясной же части завязывался тесьмой. Чуть ниже у пояса по бокам имелись короткие разрезы. Рукава «лаббада» были короткие, как правило, до локтей.